# Дітріх Епп
Дітріх Епп (нім. Dietrich Epp; 9 серпня 1917, Лейпциг — 19 вересня 1943, Атлантичний океан) — німецький офіцер-підводник, оберлейтенант-цур-зее крігсмаріне.

## Біографія
3 квітня 1937 року вступив на флот. З 14 квітня по 15 вересня 1942 року — командир підводного човна U-62, з 28 листопада 1942 року — U-341, на якому здійснив 2 походи (разом 67 днів у морі). 19 вересня 1943 року U-341 був потоплений в Північній Атлантиці південно-західніше Ісландії (58°34′ пн. ш. 25°30′ зх. д.) глибинними бомбами канадського бомбардувальника Ліберейтор. Всі 50 членів екіпажу загинули.

## Звання
- Кандидат в офіцери (3 квітня 1937)
- Морський кадет (21 вересня 1937)
- Фенріх-цур-зее (1 травня 1938)
- Оберфенріх-цур-зее (1 липня 1939)
- Лейтенант-цур-зее (1 серпня 1939)
- Оберлейтенант-цур-зее (1 вересня 1941)

## Нагороди
- Нагрудний знак підводника (30 листопада 1941)
- Залізний хрест 2-го класу (2 грудня 1941)